# Amos Omolo
Amos Omolo (né le 9 mars 1937 au Kenya) est un athlète ougandais, spécialiste du 400 mètres.

## Biographie
Amos Omolo remporte la médaille de bronze du 440 yards lors des Jeux de l'Empire britannique et du Commonwealth de 1962, à Perth.
Aux Jeux olympiques de 1964, il est éliminé en séries du 400 m et 4 x 400 m. Quatre ans plus tard, lors des Jeux olympiques de 1968, il atteint les quarts de finale du 100 m et se classe huitième du 400 m.

### Palmarès
| Date | Compétition                                     | Lieu   | Résultat | Épreuve   | Performance |
| ---- | ----------------------------------------------- | ------ | -------- | --------- | ----------- |
| 1962 | Jeux de l'Empire britannique et du Commonwealth | Perth  | 3e       | 440 yards | 46 s 88     |
| 1968 | Jeux olympiques                                 | Mexico | 8e       | 400 m     | 47 s 6      |

### Records
| Épreuve | Performance | Lieu | Date |
| ------- | ----------- | ---- | ---- |
| 400 m   | 45 s 33     |      | 1968 |